# Evolve Championship
El Evolve Championship (Campeonato de Evolve en español) fue un campeonato de lucha libre profesional poseído por la promoción Evolve Wrestling. El campeón inaugural fue coronado el 5 de abril de 2013, cuándo AR Fox derrotó a Sami Callihan en la final de un torneo de 8 hombres.

## Historia
Evolve fue fundada en 2009 por el promotor de Dragon Gate USA Gabe Sapolsky, el dueño de Full Impact Pro (FIP) Sal Hamaoui y el luchador independiente Davey Richards y su primer evento fue el 16 de enero de 2010. Originalmente, Evolve no tenía ningún campeonato, sino que ponía énfasis en el registro de victorias/derrotas de cada luchador. El 15 de noviembre de 2011, Evolve y Dragon Gate USA  anunciaron la unificación de las dos promociones, lo que permitió que Evolve reconociera el Open the Freedom Gate y el Open the United Gate Championships como dos de sus títulos tops. Aun así, el 8 de septiembre de 2012, Evolve anunció que la promoción introduciría su primer campeonato propio, el Evolve Championship. El título fue defendido fuera de los Estados Unidos por primera vez el 29 de agosto de 2014, cuando el campeón Drew Galloway retuvo en contra de Johnny Moss en un evento de la promoción británica British Championship Wrestling (BCW) en Kilmarnock, Escocia. Seguida de múltiples defensas exitosas a través del mundo por parte de Galloway,  él abutizó el título como Evolve World Championship el 9 de enero de 2015, en Evolve 36. Sin embargo, con algunas excepciones, la promoción continuó refiriéndose al título sencillamente como el Evolve Championship. Durante el reinado récord de Galloway, el título fue defendido internacionalmente en Escocia, Inglaterra, Irlanda del Norte y Australia. Durante reinado de Timothy Thatcher, el título también fue defendido en Alemania. Thatcher rompió el récord de Galloway con el reinado más largo en la historia del título, teniéndolo por 596 días, antes de perderlo ante Zack Sabre Jr. El 25 de febrero de 2017.

### Torneo por el campeonato
El 8 de febrero de 2013, Evolve anunció que el campeón inaugural sería determinado en un torneo de eliminación el 5 de abril de 2013. Basado en su récord de victorias/derrotas, el número uno Chuck Taylor y número dos Ricochet ganaron puestos automáticos en las semifinales del torneo, mientras el número tres y cuatro AR Fox y Jon Davis ganaron puestos en la primera ronda del torneo.  La segunda lucha de la primera ronda fue una lucha fatal de 4 esquinas entre Rich Swann, Samurái del Sol, Sami Callihan y Jigsaw, posicionados de cinco a ocho, respectivamente. El torneo entero tuvo lugar durante Evolve 19 en un evento internet-pago-por-visión (iPPV) en Secaucus, Nueva Jersey. En sus primeras luchas, AR Fox avanzó con una victoria por descalificación sobre Jon Davis, mientras que Sami Callihan sometió a Samurái del Sol para ganar la lucha fatal de 4 esquinas. En las semifinales, tanto el número uno como el número dos fueron eliminados, cuando Callihan derrotó a Chuck Taylor y Fox le ganó a Ricochet. Fox cubrió a Callihan en la final para ganar el torneo y coronarse como el campeón inaugural de Evolve.
|  | Primera ronda | Primera ronda                     | Primera ronda |               |       | Semifinales | Semifinales | Semifinales |  |   | Final         | Final | Final |  |
|  |               |                                   |               |               |       |             |             |             |  |   |               |       |       |  |
|  |               |                                   |               |               |       |             |             |             |  |   |               |       |       |  |
|  |               |                                   |               |               |       |             |             |             |  |   |               |       |       |  |
|  |               |                                   |               |               |       |             |             |             |  |   |               |       |       |  |
|  |               |                                   |               |               |       |             |             |             |  |   |               |       |       |  |
|  |               | 1                                 | Chuck Taylor  | Sub           |       |             |             |             |  |   |               |       |       |  |
|  |               |                                   |               | Sub           |       |             |             |             |  |   |               |       |       |  |
|  |               |                                   | 7             | Sami Callihan | 8:37  |             |             |             |  |   |               |       |       |  |
|  | 5 6 8         | Rich Swann Samurái del Sol Jigsaw | 7             | Sami Callihan | 8:37  | Sub         |             |             |  |   |               |       |       |  |
|  | 5 6 8         | Rich Swann Samurái del Sol Jigsaw |               |               |       |             |             |             |  |   |               |       |       |  |
|  | 7             | Sami Callihan                     | [ 18 ]        |               |       |             |             |             |  |   |               |       |       |  |
|  | 7             | Sami Callihan                     | [ 18 ]        |               |       |             |             |             |  | 7 | Sami Callihan | Pin   |       |  |
|  |               |                                   |               |               |       |             |             |             |  | 7 | Sami Callihan | Pin   |       |  |
|  |               |                                   | 3             | AR Fox        | 19:11 |             |             |             |  |   |               |       |       |  |
|  |               |                                   | 3             | AR Fox        | 19:11 |             |             |             |  |   |               |       |       |  |
|  |               |                                   |               |               |       |             |             |             |  |   |               |       |       |  |
|  |               |                                   |               |               |       |             |             |             |  |   |               |       |       |  |
|  |               | 2                                 | Ricochet      | Pin           |       |             |             |             |  |   |               |       |       |  |
|  |               |                                   |               | Pin           |       |             |             |             |  |   |               |       |       |  |
|  |               |                                   | 3             | AR Fox        | 12:54 |             |             |             |  |   |               |       |       |  |
|  | 7             | AR Fox                            | 3             | AR Fox        | 12:54 | DQ          |             |             |  |   |               |       |       |  |
|  | 7             | AR Fox                            |               |               |       |             |             |             |  |   |               |       |       |  |
|  | 4             | Jon Davis                         | [ 18 ]        |               |       |             |             |             |  |   |               |       |       |  |
|  | 4             | Jon Davis                         | [ 18 ]        |               |       |             |             |             |  |   |               |       |       |  |
|  |               |                                   |               |               |       |             |             |             |  |   |               |       |       |  |

## Historia del título

### Nombres
| Nombre                    | Años                               |
| ------------------------- | ---------------------------------- |
| Evolve Championship       | abril de 2013 - 2 de julio de 2020 |
| Evolve World Championship | enero de 2015, esporádicamente     |

### Reinados
| #  | Luchador         | N.º | Fecha                   | Días | Lugar                   | Evento                | Notas                                                                                                  | Ref    |
| -- | ---------------- | --- | ----------------------- | ---- | ----------------------- | --------------------- | --- | ------ |
| 1  | AR Fox           | 1   | 5 de abril de 2013      | 324  | Secaucus, Nueva Jersey  | Evolve 19             | Fox derrotó a Sami Callihan en la final de un torneo de ocho hombres para devenir el campeón inaugural | [ 2 ]  |
| 2  | Chris Hero       | 1   | 23 de febrero de 2014   | 166  | Brooklyn, Nueva York    | Way of the Ronin 2014 | | [ 19 ] |
| 3  | Drew Galloway    | 1   | 8 de agosto de 2014     | 336  | Tampa, Florida          | Evolve 31             | El título fue llamado esporádicamente como Evolve World Championship durante este reinado              | [ 20 ] |
| 4  | Timothy Thatcher | 1   | 10 de julio de 2015     | 596  | Tampa, Florida          | Evolve 45             | La lucha también incluía el Open the Freedom Gate Championship                                         | [ 21 ] |
| 5  | Zack Sabre Jr.   | 1   | 25 de febrero de 2017   | 404  | Queens, Nueva York      | Evolve 79             | | [ 22 ] |
| 6  | Matt Riddle      | 1   | 5 de abril de 2018      | 121  | Kenner, Luisiana        | Evolve 102            | | [ 23 ] |
| 7  | Shane Strickland | 1   | 4 de agosto de 2018     | 85   | Filadelfia, Pensilvania | Evolve 108            | | [ 24 ] |
| 8  | Fabian Aichner   | 1   | 28 de octubre de 2018   | 48   | Ybort City, Florida     | Evolve 114            | | [ 25 ] |
| 9  | Austin Theory    | 1   | 15 de diciembre de 2018 | 329  | Queens, Nueva York      | Evolve 117            | Derrotó a Fabian Aichner y Roderick Strong en una triple amenaza                                       | [ 26 ] |
| 10 | Josh Briggs      | 1   | 9 de noviembre de 2019  | 236  | Queens, Nueva York      | Evolve 139            | |        |
| —  | Desactivado      | —   | 2 de julio de 2020      | —    | —                       | —                     | Ver listaDesactivado cuando Evolve dejó de funcionar.                                                  |        |

### Total de días con el título

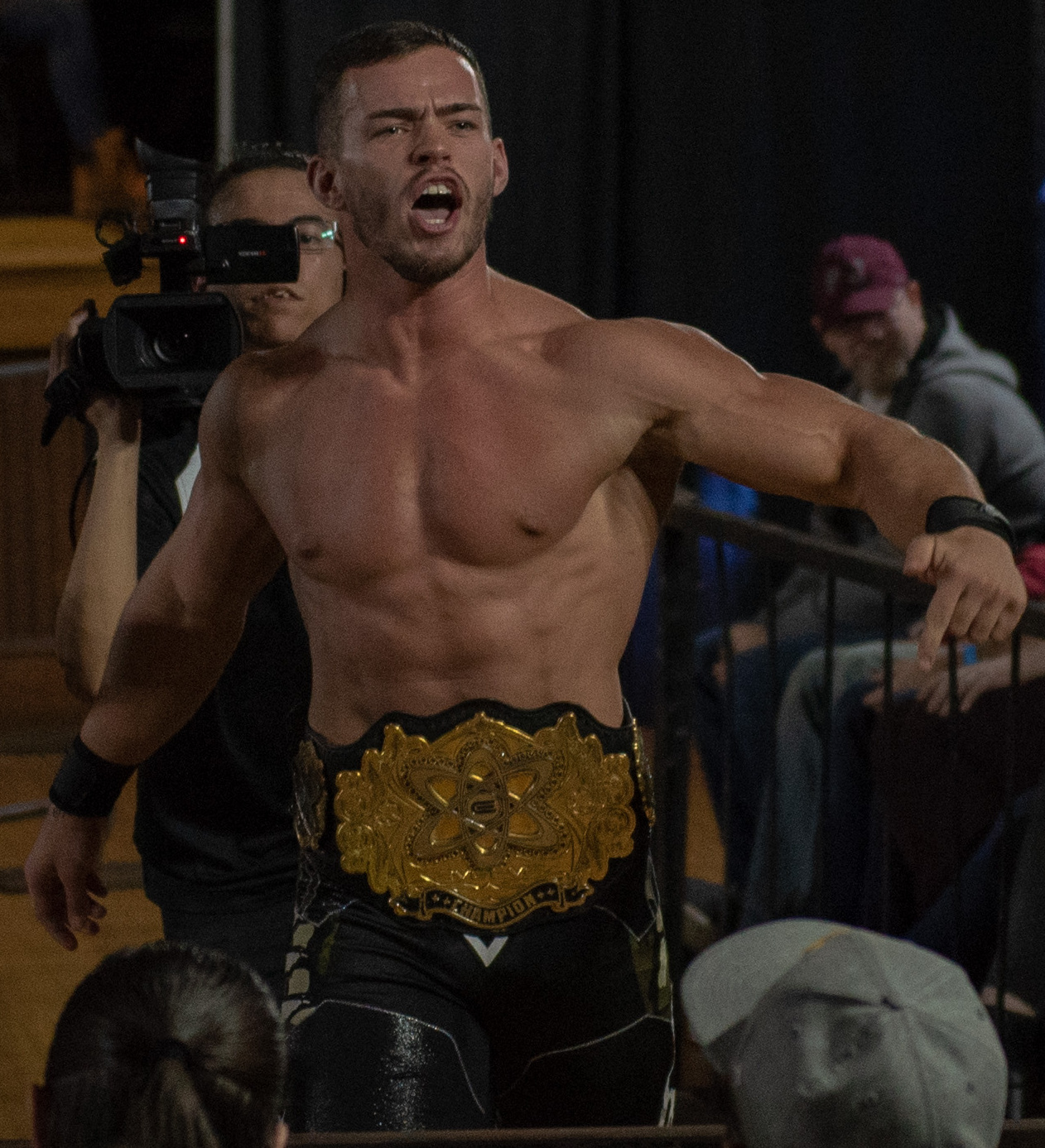
El excampeón Austin Theory

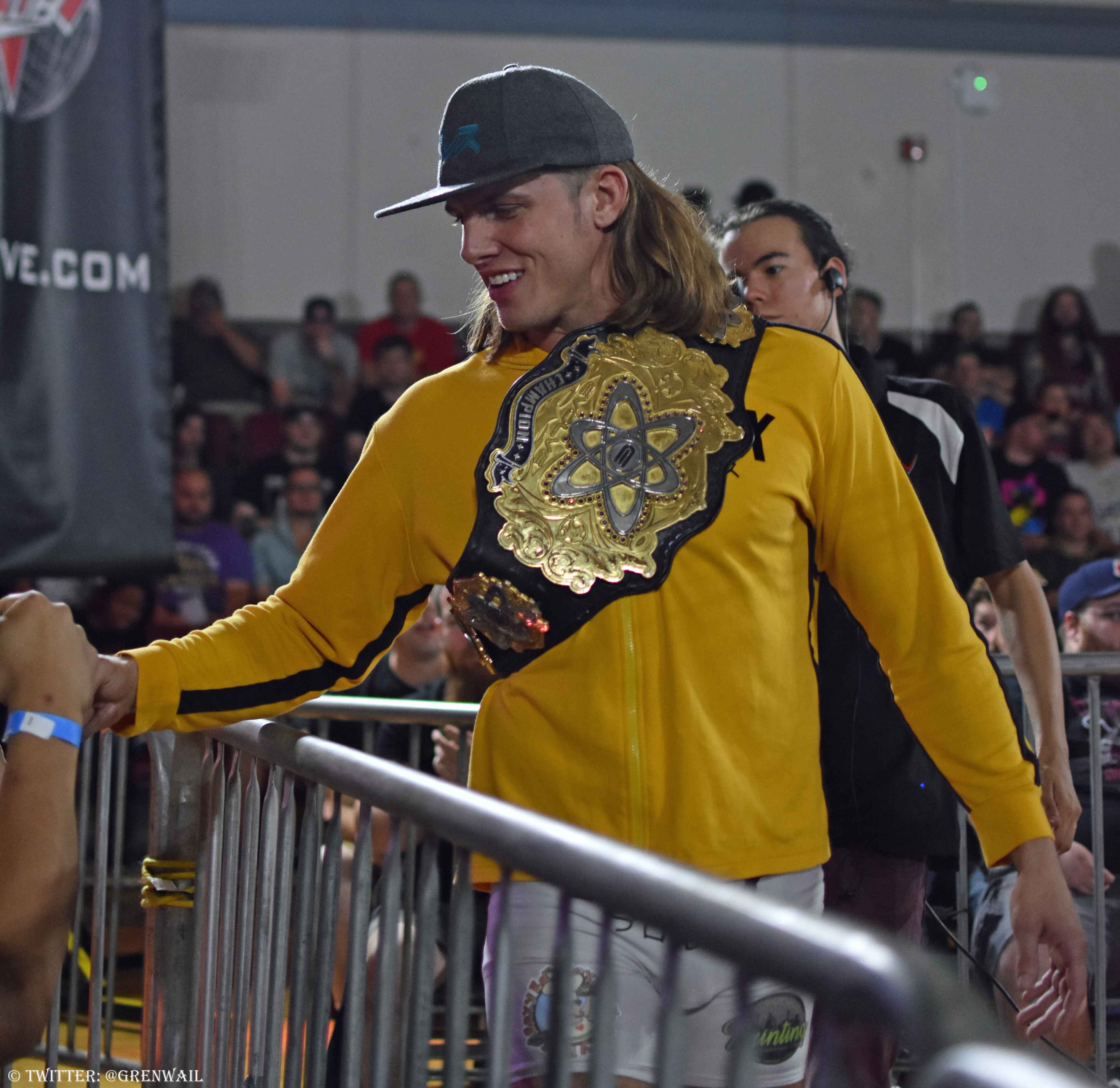
El excampeón Matt Riddle

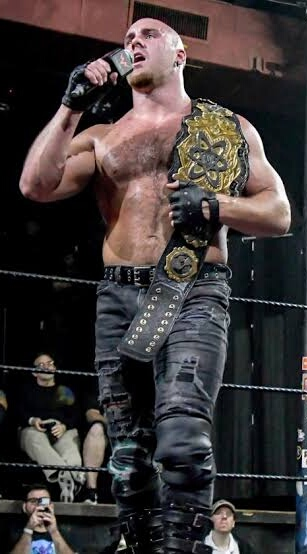
El excampeón Fabian Aichner

| #  | Campeón          | Reinados | Días |
| -- | ---------------- | -------- | ---- |
| 1  | Timothy Thatcher | 1        | 596  |
| 2  | Zack Sabre Jr.   | 1        | 404  |
| 3  | Drew Galloway    | 1        | 336  |
| 4  | Austin Theory    | 1        | 329  |
| 5  | AR Fox           | 1        | 324  |
| 6  | Chris Hero       | 1        | 166  |
| 7  | Josh Briggs      | 1        | 236  |
| 8  | Matt Riddle      | 1        | 121  |
| 9  | Shane Strickland | 1        | 85   |
| 10 | Fabian Aichner   | 1        | 48   |